# Gran terratrèmol de Kantō

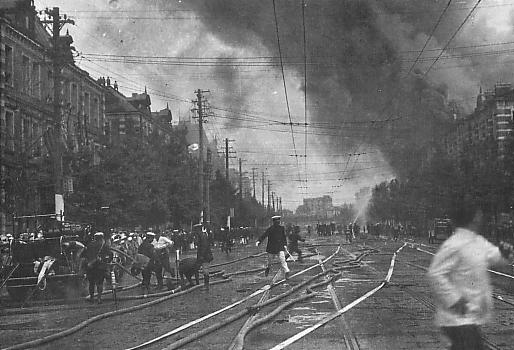
Marunouchi en flames

El Gran terratrèmol de Kanto (en japonès, 関東大震災  Kantō daishinsai , literalment "Gran catàstrofe-terratrèmol de Kanto") va assotar la regió de Kanto a l'illa japonesa de Honshu a les 11:58 de l'1 de setembre de 1923. Va tenir una magnitud d'entre 7,9 i 8,3 en l'escala de Richter. A part dels danys directament atribuïbles al moviment de terres, les seves conseqüències en forma d'incendis van ser devastadores i van destruir la ciutat portuària de Yokohama i les prefectures veïnes de Chiba, Kanagawa, Shizuoka i Tòquio.

## Conseqüències
D'acord amb les fonts més fiables, almenys 105.385 persones van morir i 37.000 van ser declarades com a desaparegudes, possiblement mortes. Moltes de les víctimes provenen dels 88 incendis, tempestes de foc, i remolins de foc que van ocórrer de manera separada i que es van estendre ràpidament a causa dels forts vents d'un tifó prop de la península de Noto. La tempesta de foc més gran es va cobrar almenys 30.000 vides al Rikugun Honjo Hifukusho. Els focs van durar fins al matí del 3 de setembre.
Al voltant de 570.000 llars van ser destruïdes, deixant prop de 1,9 milions de persones damnificades sense habitatge. El valor dels danys s'estima que va excedir un millard de dòlars nord-americans actuals.
Després del terratrèmol, Goto Shinpei va organitzar un pla de reconstrucció de Tòquio amb xarxes modernes de carreteres, trens i serveis públics. Es van crear parcs en tot Tòquio per servir com a llocs de refugi i els edificis públics van ser construïts amb estrictes estàndards com els edificis privats per acomodar refugiats. No obstant això, l'esclat de la Segona Guerra Mundial i la posterior destrucció va limitar severament els recursos.
El 1960 es va designar a l'1 de setembre com el Dia de la Prevenció de Desastres per commemorar el terratrèmol i crear consciència de la importància de preparar davant els desastres, pel fet que setembre i octubre és la temporada alta de ciclons. Organitzacions públiques i privades realitzen entrenaments de desastres. Tòquio està localitzada prop d'una falla sota la península d'Izu que, de mitjana, causa un gran terratrèmol al voltant de 70 anys.

## Massacre de minories ètniques després del terratrèmol

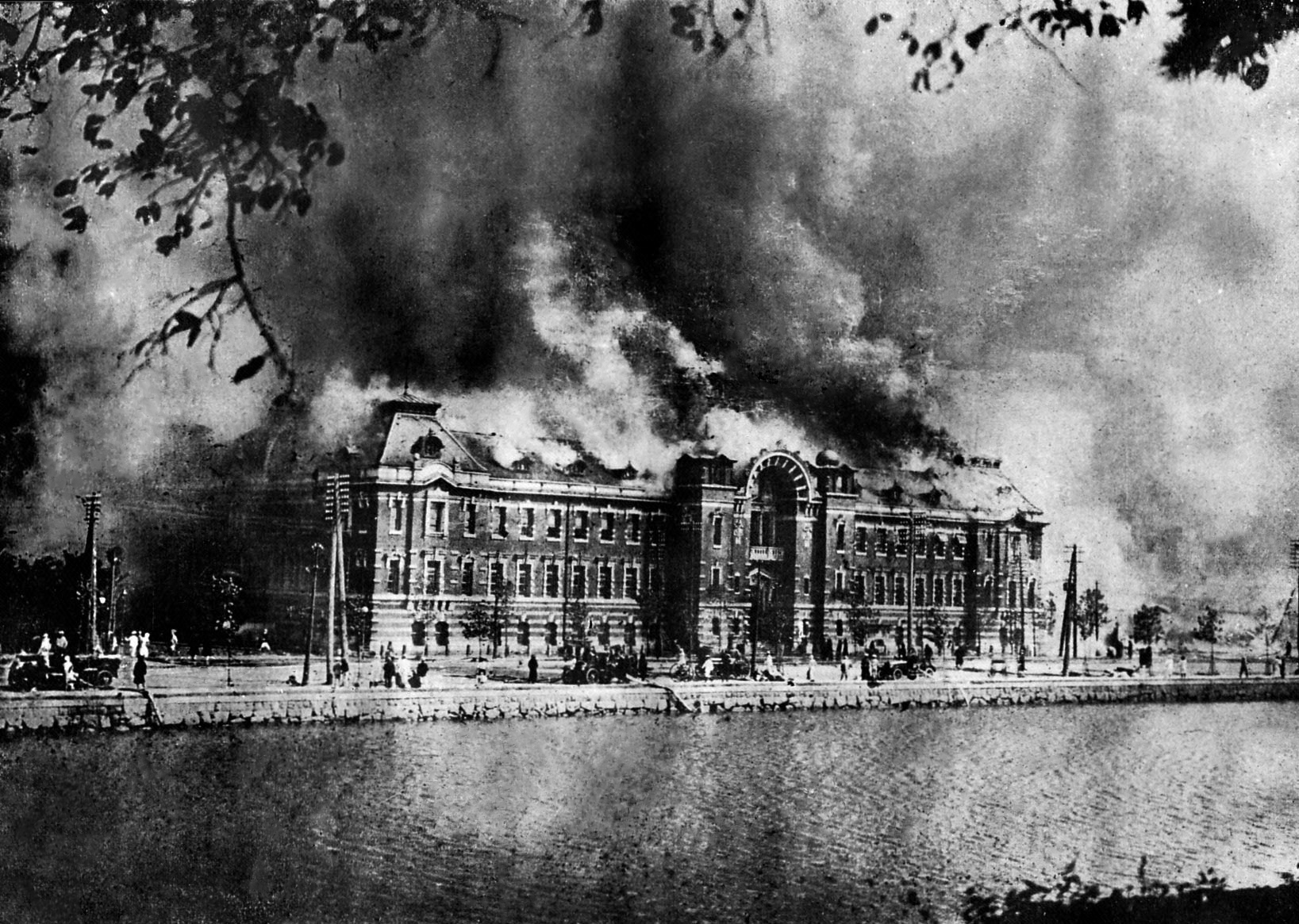
Departament de Policia Metropolitana en flames, a Marunouchi, prop del parc Hibiya.

El caos i el pànic creat pel terratrèmol va aixecar rumors que coreans estaven cometent saquejos i incendis premeditats. Centenars, potser milers de coreans i habitants de l'illa d'Okinawa van ser assassinats. El total de morts inclosos els que van morir en els desastres es va estimar en al voltant de 6.000. En alguns llocs, es van establir punts de control per vigilar entre els viatgers si eren saquejadors o delinqüents. Socialistes com Hirasawa Keishichi i anarquistes com Osugi Sakae i Ito Noe van ser assassinats per por que poguessin usar aquesta oportunitat per prendre el poder.
El Ministeri de l'Interior Japonès va declarar la llei marcial, i va ordenar a tots els caps de policia que com a prioritat facilitessin el manteniment de l'ordre i la seguretat. Es va fer circular un rumor particularment perniciós sobre que els coreans s'estaven aprofitant de la catàstrofe cometent incendis i robatoris, i que estaven en possessió de bombes. Després del terratrèmol, a les zones urbanes de Tòquio i Yokohama es van produir brutals assassinats en massa de coreans per part de torbes de ciutadans japonesos. Alguns diaris van informar d'aquests rumors com a fets autèntics, que van portar el rumor més mortal de tots: que els coreans estaven enverinant els subministraments d'aigua. Els nombrosos incendis i l'aigua tèrbola en el subministrament, efecte poc conegut d'un terratrèmol de gran magnitud, semblaven confirmar els rumors que arribaven als supervivents.
Es van crear comitès de vigilància en les instal·lacions de guàrdies a les ciutats, pobles i llogarets de la regió. Com que les persones amb accent coreà pronuncien "G" o "J" al principi de les paraules de manera diferent, es van usar paraules com a Shibboleth, i qualsevol persona que no pronunciés correctament es va considerar coreana. Alguns pocs van fugir al camp, però hi va haver molts que van ser apallissats i/o assassinats. Hi va haver molts ciutadans que van ser equivocadament identificats com coreans, com molts xinesos, okinawencs, i japonesos que parlaven dialectes regionals, que van patir la mateixa sort. Al voltant de 700 xinesos, la majoria de Wenzhou, van ser assassinats. Un monument que commemora aquest tràgic succés va ser construït el 1993 a Wenzhou.